# Río Lyre
El río Lyre en el estado estadounidense de Washington, en el condado de Clallam, fluye desde el lago Crescent en el parque nacional Olympic en la península Olímpica hacia el estrecho de Juan de Fuca. 
Originalmente conocido como "aguas cantoras" por los indios que vivían cerca de él, el río fue nombrado por primera vez Río de Cuesta por los europeos en 1790 por Gonzalo López de Haro, pero luego fue llamado Río Lyre después de haber sido cartografiado por el capitán Henry Kellett en 1847. El río tiene 9,6 kilómetros de largo.

## Curso
El río Lyre fluye aproximadamente hacia el noroeste desde el lago Crescent. Primero se encuentra con June Creek y luego gira hacia el norte en el punto en que es unido con Boundary Creek por la izquierda. En River Mile 2,7 (48°07′25″N 123°49′37″O / 48.12348, -123.82684) el río cae por las cataratas del río Lyre, que son intransitables para los peces que migran río arriba. Continuando hacia el norte, el río se une al Susie Creek a la izquierda y finalmente al Nelson Creek a la derecha antes de desembocar en el estrecho de Juan de Fuca en Low Point.

## Ecología
Los primeros cientos de pies del río a medida que fluye fuera del lago proporcionan un hábitat de desove para la trucha Beardslee ( Oncorhynchus mykiss irideus f. beardsleei), que no se encuentra en ningún otro lugar. Debajo de las cataratas que están a 3 millas (5 km) río arriba desde la desembocadura, el río alberga poblaciones de truchas degolladas costeras, así como de truchas arcoíris de invierno y verano.

## Historia
La tribu Makah consideraba que Lyre era su frontera oriental, aunque los miembros de la tribu Elwha Klallam también tenían asentamientos a lo largo del río,  incluido el pueblo pesquero de Kwahamish.
A principios de la década de 1890, John Smith había asumido un reclamo en Piedmont; John Hanson y su esposa Mary Laeger Hanson se habían asentado cerca de la cabecera del río Lyre. Desde 1889 hasta la década de 1920, hubo un asentamiento llamado Gettysburg en el lado este de la desembocadura del río. Gettysburg fue fundado como un pueblo maderero por Robert Getty y tenía una población de 65 habitantes en 1910. También tenía una oficina de correos.
El terreno de acampada Río Lyre es administrado por el Departamento de Recursos Naturales de Washington cerca de la desembocadura del río.